# Ischnobathra dormiens
 (décembre 2021).
Espèce
Ischnobathra dormiens est une espèce de papillon de nuit de la famille des Cosmopterigidae. Il est présent en Afrique du Sud.

## Systématique
Le nom scientifique complet (avec auteur) de ce taxon est Ischnobathra dormiens Meyrick, 1937.